# Колумніст
Колумні́ст (англ. columnist, від англ. column — колонка) — автор, котрий одноосібно веде колонку (розділ, рубрику) в будь-якому виданні: газеті, журналі, блозі, або який є одним із кількох постійних авторів цієї колонки.
В італійській мові колумніст звучить як opinionista (opinione — власна думка). Згідно із теорією італійської журналістики, колумніст пише про звичаї, суспільство, політику.
Електронна бібліотека Колумбійського університету дає ще таке визначення: «Колумніст — автор есе, що регулярно з'являється у періодиці, як правило, з постійним заголовком».
Ще у 1926 році у США була видана книга «Колонка» (англ. The Column), у якій детально описані особливості цього ремесла. Колумніст може вести персональну рубрику, але найчастіше колонку веде кілька постійних авторів. При цьому колумніст не обов'язково працює штатним журналістом.
Читачі часто відкривають публікацію, очікуючи прочитати те чи інше есе конкретного журналіста чи політолога, який пропонує особисту точку зору. У деяких випадках, колонка може була написана групою фахівців чи командою, котрі публікуються під псевдонімом. Деякі оглядачі з'являтися на щоденної або щотижневій в конкретному виданні, а потім зводять ці публікації в одну книгу.

## Історія
Словники англійської мови відзначають, що слово колумніст узвичаїлося з 1915 або 1920 роки. Це слово — американізм, швидко прижився в англійській мові. Його значення дуже конкретне: «журналіст, регулярно співпрацює з газетою», або «той, хто пише в газеті колонку або веде на радіо або телебаченні програму, схожу на колонку за матеріалом і стилем». Власне від англійського слова «column», колись запозиченого з латини, — в значенні «текст, розміщений у вигляді колонки», за допомогою суфікса -ist, що позначає назву людини за її діяльністю, й утворився цей професіоналізм. У деяких ранніх прикладах слово важко впізнати: до 1920 року в США його іноді жартома писали як colyumnist (вимовляється як ['kaljemnist] — «кальемніст»). З тих пір його англійський правопис устоявся, і при запозиченні в українську мову було однозначно транслітерований кирилицею як «колумніст».
Використання колонки як постійного композиційного елемента ввійшло в практику в США лише у 1760-х роках, а на початку 1800-х років виділення будь-якого матеріалу шляхом розміщення його в окремій колонці стає звичним прийомом в американській пресі. З того часу колонка починає функціонувати як рубрика. Окремою колонкою на фіксованій шпальті оформлюються найважливіші матеріали номера: звернення редактора, висловлювання відомих авторів. У XIX столітті формується традиція друкувати окремою колонкою найбільш актуальні та гострі матеріали номера.
На початку XX століття авторські колонки з'являються у всіх великих газетах, але особливого значення набувають гострі соціальні, феміністичні та політичні колонки. Багато письменників та журналістів цього часу (йдеться про початок XX століття) стають відомими і залишаються в історії саме завдяки своїм колонкам. «Іменне» місце колумніста зазвичай пов'язане з певною тематичною сферою, рубрикою, наприклад «економіка», «нові книги», «спорт», «судова хроніка» тощо. Постійні публікації колумністів стають популярніші серед читачів, ніж інші матеріали. Наприкінці XX століття колумністика стала об'єктом масової культури. Жодне спеціалізоване видання не обходиться без постійної колонки фахівців: тренерів, гравців, економістів тощо.

## Жанрова ідентифікація
Довкола визначення жанру колонки дотепер точаться дискусії. Одні дослідники теорії журналістики говорять про те, що колонка може існувати лише як форма подачі матеріалу, інші ж визначають колонку як форму коментаря або різновид есе, треті ж визнають можливість появи на місці колонки самостійного жанру. На сьогодні жанрова система журналістики перебуває у русі. Колонка вбирає в себе елементи різних жанрів. Колумністика багато перейняла від жанрів публіцистики, перш за все — цікавість до авторитетного слова автора.
Як жанр, колонка має свої ознаки:
1. Предмет колонки. Особисте переживання автора через актуальну, на його думку, проблему.
2. Функція. Демонстрація погляду суб'єкта соціальної практики у зв'язку з певною ситуацією з метою звернути увагу аудиторії не лише на саму ситуацію, а й на характер її оцінки.
3. Метод. Поєднання аналізу та художнього узагальнення.
4. Зміст. За змістовим наповненням колонка — це система переживань, породжених фактами, подіями чи явищами, з якими автор зіштовхується безпосередньо або які здаються йому актуальними на даний момент.
5. Форма. За своєю формою колонка — вільна розповідь, що містить елементи різних жанрів, від замітки до есе. Ключовими прийомами інтимізації у колонці є імітація усного мовлення, використання експресивної і зниженої лексики, діалогізація тексту.

## Представники
Серед найвідоміших українських колумністів виділяють:
- Віталій Портников
- Сергій Грабовський
- Ігор Лосєв
- Віктор Каспрук
- Андрій Бондар
- Андрій Кокотюха
- Вахтанг Кіпіані
- Віталій Жежера
- Віталій Коротич
- Людмила Засєда
- Світлана Пиркало
- Сергій Жадан
- Петро Яковенко

Щодо американських колумністів, то найвідомішою в колумністиці є адвокат Енн Колтер, яка веде колонки в журналах George і Human Events. Крім того, серед колумністів багато відомих публіцистів, зокрема есеїсти Джим Фітзджеральд і Кетлін Стоккін, політичні оглядачі Том Вікер і Річард Рівз, критики Волтер Керс, Девін Денбі, Нейл Габ'є, серед німецьких публіцистів Володимир Камінер.